# Rasquera
Rasquera è un comune spagnolo di 812 abitanti situato nella comunità autonoma della Catalogna.
È rinomata per la produzione di ceramiche e di oggetti in vimini come cestini e tappeti.

## Referendum per la coltivazione di cannabis
Il comune si è trovato al centro di un processo mediatico quando, a seguito del referendum del 10 aprile 2012, il 56% dei cittadini ha approvato la proposta del sindaco Bernat Pellisa per risanare il debito municipale che ammonta, nei primi mesi del 2012, a circa 1,3 milioni di euro. Questa proposta consisteva nel cedere 7,5 ettari di terra a l'Asociacion Barcelonesa Cannabica de Autoconsumo (ABCDA), un gruppo con "fini ludico-terapeutici" (5000 soci circa).
Essa avrebbe pagato inizialmente 36.000 euro per l'acquisto dei suddetti terreni, iniettando 550.000 euro all'anno nell'economia locale e creando almeno 50 posti di lavoro grazie alla coltivazione della cannabis. Questo sembra stridere con l'articolo 368 del codice penale spagnolo che vieta la coltivazione, l'elaborazione e il traffico di droghe. I membri dell'ABCDA però userebbero questi prodotti unicamente per l'autoconsumo e secondo coloro che sostengono l'iniziativa ciò non entra in contrasto con tale articolo, quindi non sarebbero perseguibili a norma di legge.
Dopo che il giudice del Contencioso Administrativo número 1 di Tarragona ha deciso di sospendere il progetto, a seguito della richiesta di invalidare l'accordo tra l'ABCDA e il Comune da parte dell'avvocato dello stato, il sindaco di Rasquera ha annunciato di voler fare ricorso entro il 24 di luglio.